# Curetis formosana
Curetis formosana är en fjärilsart som beskrevs av Hans Fruhstorfer 1908. Curetis formosana ingår i släktet Curetis och familjen juvelvingar. Inga underarter finns listade i Catalogue of Life.